# Show No Mercy (Bride)
Show No Mercy è il primo album in studio del gruppo heavy metal statunitense Bride, pubblicato nel 1986.

## Tracce
1. Evil That Men Do – 3:37
2. Now He Is Gone – 3:49
3. Fly Away – 4:12
4. Forever in Darkness – 3:43
5. Follow Your Heart – 4:29
6. Show No Mercy – 3:36
7. I Will Be with You – 4:29
8. Thunder in the City – 5:53
9. No Matter the Price – 4:18
10. The First Will Be Last – 4:07